# Nicolaas II van Lotharingen
Nicolaas II Frans van Lotharingen (Nancy, 6 december 1609 — aldaar, 25 januari 1670) was van 1624 tot 1634 bisschop van Toul, kardinaal en in 1634 korte tijd hertog van Lotharingen. Hij behoorde tot het Huis Lotharingen.

## Levensloop
Nicolaas II was een zoon van hertog Frans II van Lotharingen en diens echtgenote Christina van Salm. Als jongere zoon was hij voorbestemd voor een kerkelijke loopbaan en in 1624 werd hij op veertienjarige leeftijd aangesteld tot bisschop van Toul. In 1626 werd hij officieel benoemd tot kardinaal.
Zijn broer Karel IV ondersteunde, na zijn aantreden als hertog van Lotharingen, de keizer van het Heilige Roomse Rijk en de tegenstanders van kardinaal de Richelieu, de feitelijke machthebber in Frankrijk. Frankrijk reageerde hierop door in september 1633 Lotharingen te bezetten, waarna Karel op 19 januari 1634 besloot om af te treden als hertog van Lotharingen ten voordele van Nicolaas. Nicolaas kreeg van Karel de belofte om te mogen trouwen met zijn nicht Claudia, die tegelijkertijd de zus van Karels echtgenote Nicola was. Op die manier zou Lotharingen in ieder geval in de familie blijven en kon het gevaar vermeden worden dat Frankrijk aanspraken zou krijgen op Lotharingen door Claudia te laten huwen met een Franse koninklijke prins. Als bisschop van Toul kon hij dispensatie verlenen voor zijn eigen huwelijk, waarna hij de paus informeerde over de redenen waarom hij uit zijn kerkelijke ambten terugtrad. Op 17 februari 1634 huwde hij met Claudia, tegen de wil van koning Lodewijk XIII van Frankrijk.
Dit huwelijk en de afwijzende houding van de Lotharingse bevolking tegenover de Franse bezetting zorgden ervoor dat de Fransen de hertogelijke familie van Lotharingen in hun kasteel onder huisarrest lieten plaatsen. Nicolaas Frans en Claudia slaagden erin om op 1 april 1634 te vluchten. Via de Franche-Comté vluchtte het echtpaar naar Italië, in augustus 1636 kwamen ze aan in München en uiteindelijk vestigden ze zich bij een tante in Wenen. Ook trad Frans in 1634 af als hertog van Lotharingen ten voordele van zijn broer Karel IV. In 1641 kon hij zelfs tijdelijk de erkenning van Karel door Frankrijk bereiken. Na de dood van zijn echtgenote in 1648 keerde hij terug naar de geestelijke stand.
Toen zijn broer Karel in 1654 door de Spanjaarden in Brussel werd gearresteerd, kwam Nicolaas aan het hoofd van het Lotharingse leger. Nadat Spanje weigerde mee te werken om de vrijlating van Karel te bewerkstelligen, gingen Nicolaas en zijn zoon Karel Leopold in Franse dienst vechten in de Frans-Spaanse Oorlog. Via zijn succesvolle militaire diensten kon Nicolaas ervoor zorgen dat zijn broer bij de Vrede van de Pyreneeën in 1659 werd vrijgelaten en dat hij bij de Vrede van Vincennes in 1661 opnieuw geïnstalleerd werd als hertog van Lotharingen.
In januari 1670 stierf hij op 60-jarige leeftijd.

## Huwelijk en nakomelingen
Op 17 februari 1634 huwde hij in Lunéville met zijn nicht Claude (1612-1648), dochter van hertog Hendrik II van Lotharingen. Ze kregen vijf kinderen:
- Ferdinand Filips (1639-1659)
- Karel V Leopold (1643-1690), hertog van Lotharingen
- Anna Eleonora (1645-1646)
- Anna Maria, jong gestorven
- Maria Anna Theresia (1648-1661), abdis van de Abdij van Remiremont

## Voorouders
| Voorouders van Nicolaas II Frans van Lotharingen | Voorouders van Nicolaas II Frans van Lotharingen                           | Voorouders van Nicolaas II Frans van Lotharingen                           | Voorouders van Nicolaas II Frans van Lotharingen                             | Voorouders van Nicolaas II Frans van Lotharingen                             | Voorouders van Nicolaas II Frans van Lotharingen                      | Voorouders van Nicolaas II Frans van Lotharingen                      | Voorouders van Nicolaas II Frans van Lotharingen                      | Voorouders van Nicolaas II Frans van Lotharingen                      |
| ------------------------------------------------ | -------------------------------------------------------------------------- | -------------------------------------------------------------------------- | ---------------------------------------------------------------------------- | ---------------------------------------------------------------------------- | --------------------------------------------------------------------- | --------------------------------------------------------------------- | --------------------------------------------------------------------- | --------------------------------------------------------------------- |
| Overgrootouders                                  | Frans I van Lotharingen (1517–1545) ∞ Christina van Denemarken (1521-1590) | Frans I van Lotharingen (1517–1545) ∞ Christina van Denemarken (1521-1590) | Hendrik II van Frankrijk (1519-1559) ∞ 1533 Catharina de' Medici (1519-1589) | Hendrik II van Frankrijk (1519-1559) ∞ 1533 Catharina de' Medici (1519-1589) | ? (-) ∞ ? (–)                                                         | ? (-) ∞ ? (–)                                                         | ? (-) ∞ ? (–)                                                         | ? (-) ∞ ? (–)                                                         |
| Grootouders                                      | Karel III van Lotharingen (1543–1608) ∞ Claudia van Valois (1547-1575)     | Karel III van Lotharingen (1543–1608) ∞ Claudia van Valois (1547-1575)     | Karel III van Lotharingen (1543–1608) ∞ Claudia van Valois (1547-1575)       | Karel III van Lotharingen (1543–1608) ∞ Claudia van Valois (1547-1575)       | Paul van Salm (1563–1623) ∞ Marie Le Veneur de Thilières (1575-1627)  | Paul van Salm (1563–1623) ∞ Marie Le Veneur de Thilières (1575-1627)  | Paul van Salm (1563–1623) ∞ Marie Le Veneur de Thilières (1575-1627)  | Paul van Salm (1563–1623) ∞ Marie Le Veneur de Thilières (1575-1627)  |
| Ouders                                           | Frans II van Lotharingen (1572–1632) ∞ Christina van Salm (1575-1627)      | Frans II van Lotharingen (1572–1632) ∞ Christina van Salm (1575-1627)      | Frans II van Lotharingen (1572–1632) ∞ Christina van Salm (1575-1627)        | Frans II van Lotharingen (1572–1632) ∞ Christina van Salm (1575-1627)        | Frans II van Lotharingen (1572–1632) ∞ Christina van Salm (1575-1627) | Frans II van Lotharingen (1572–1632) ∞ Christina van Salm (1575-1627) | Frans II van Lotharingen (1572–1632) ∞ Christina van Salm (1575-1627) | Frans II van Lotharingen (1572–1632) ∞ Christina van Salm (1575-1627) |
| Nicolaas II Frans van Lotharingen (1609–1670)    |                                                                            |                                                                            |                                                                              |                                                                              |                                                                       |                                                                       |                                                                       |                                                                       |

- Biblioteca Nacional de España: XX5612134
- Bibliothèque nationale de France: cb10722578k (data)
- Gemeinsame Normdatei: 138244995
- International Standard Name Identifier: 0000 0003 5969 4708
- Library of Congress Control Number: no2018158368
- Système universitaire de documentation: 175828652
- Virtual International Authority File: 222765504
- WorldCat: E39PBJxrT9p9qrJFM37xmmQDv3